# Brgule (Ub)
Pour les articles homonymes, voir Brgule.
Brgule (en serbe cyrillique : Бргуле) est une localité de Serbie située dans la municipalité d’Ub, district de Kolubara. Au recensement de 2011, elle comptait 1 159 habitants.
Brgule est officiellement classé parmi les villages de Serbie.

## Tourisme

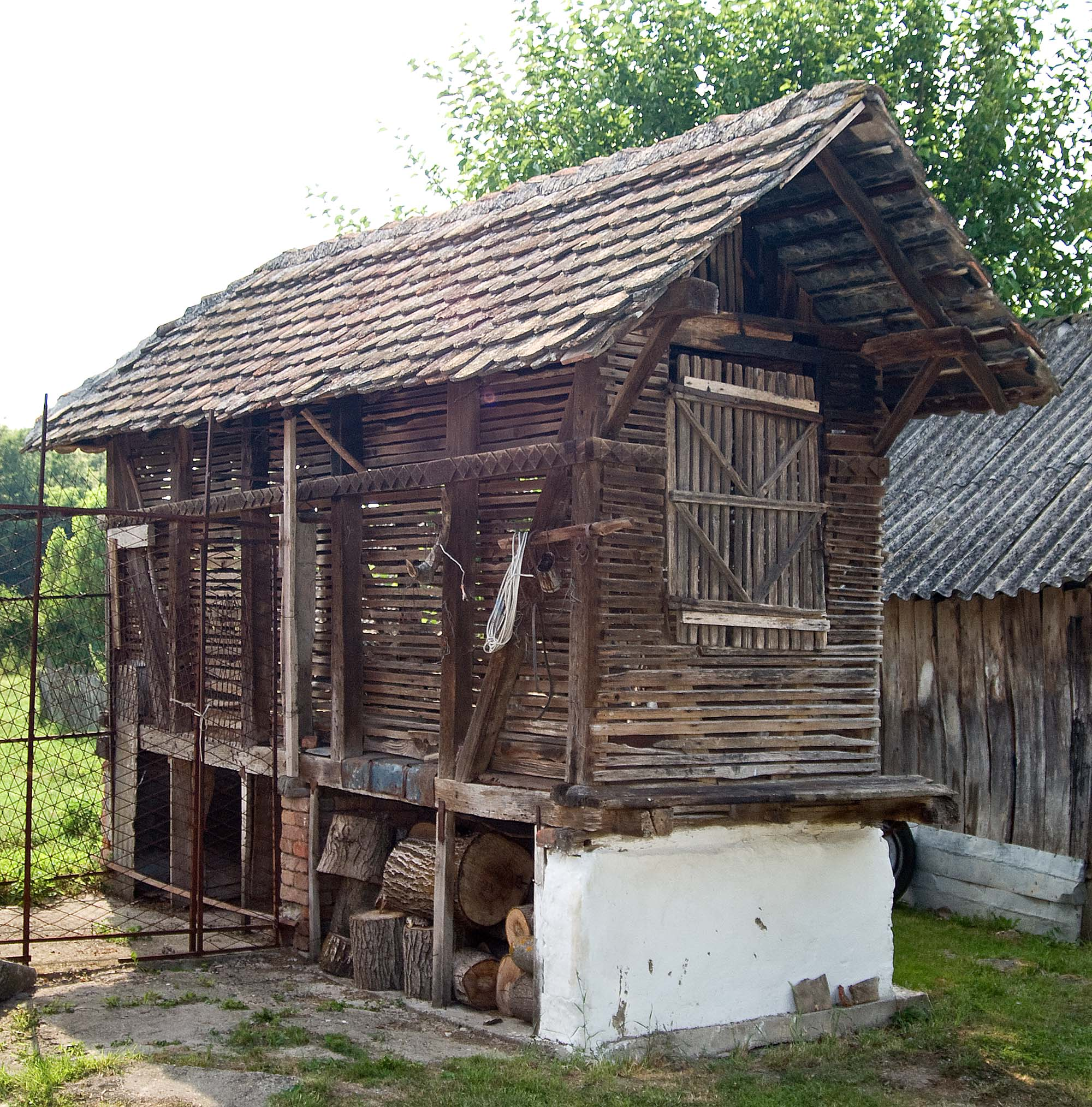
Koš (sorte de séchoir à maïs) à Brgule

## Démographie

### Évolution historique de la population
| 1948  | 1953  | 1961  | 1971  | 1981  | 1991  | 2002  | 2011  |
| ----- | ----- | ----- | ----- | ----- | ----- | ----- | ----- |
| 1 465 | 1 493 | 1 571 | 1 546 | 1 428 | 1 356 | 1 235 | 1 159 |

|  |